# 中華人民共和国の科学技術

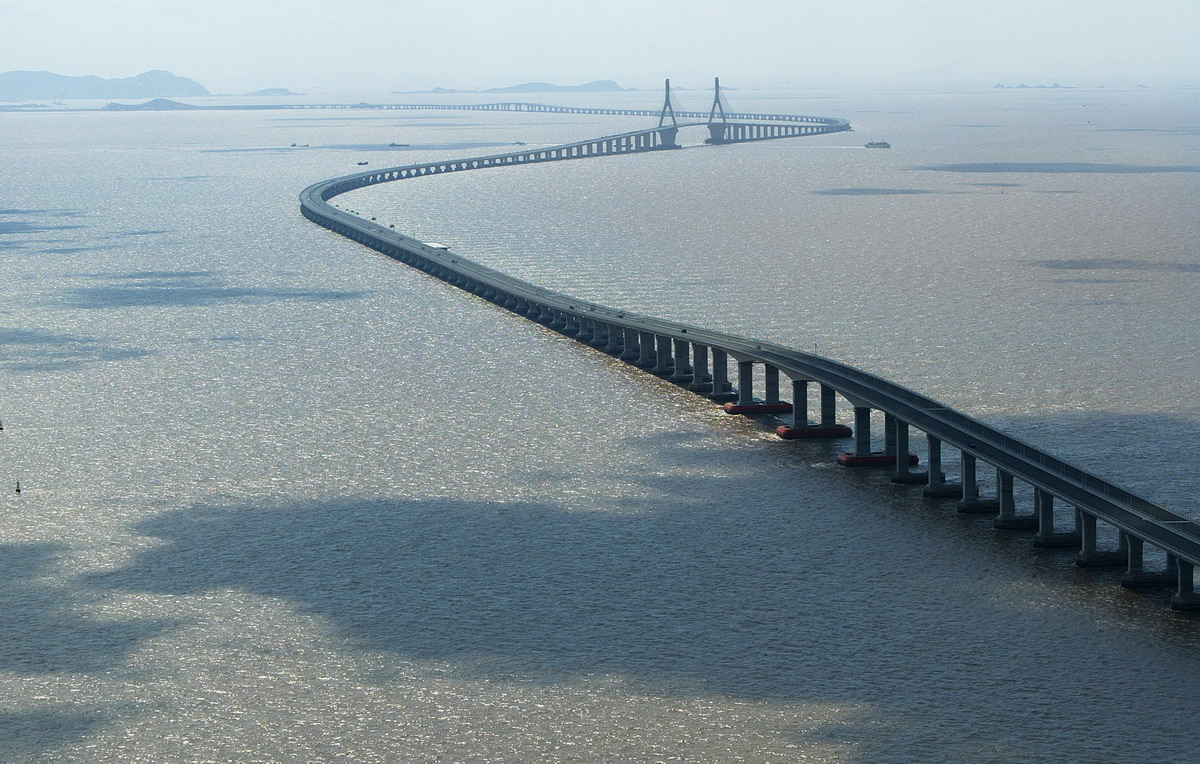
東海大橋

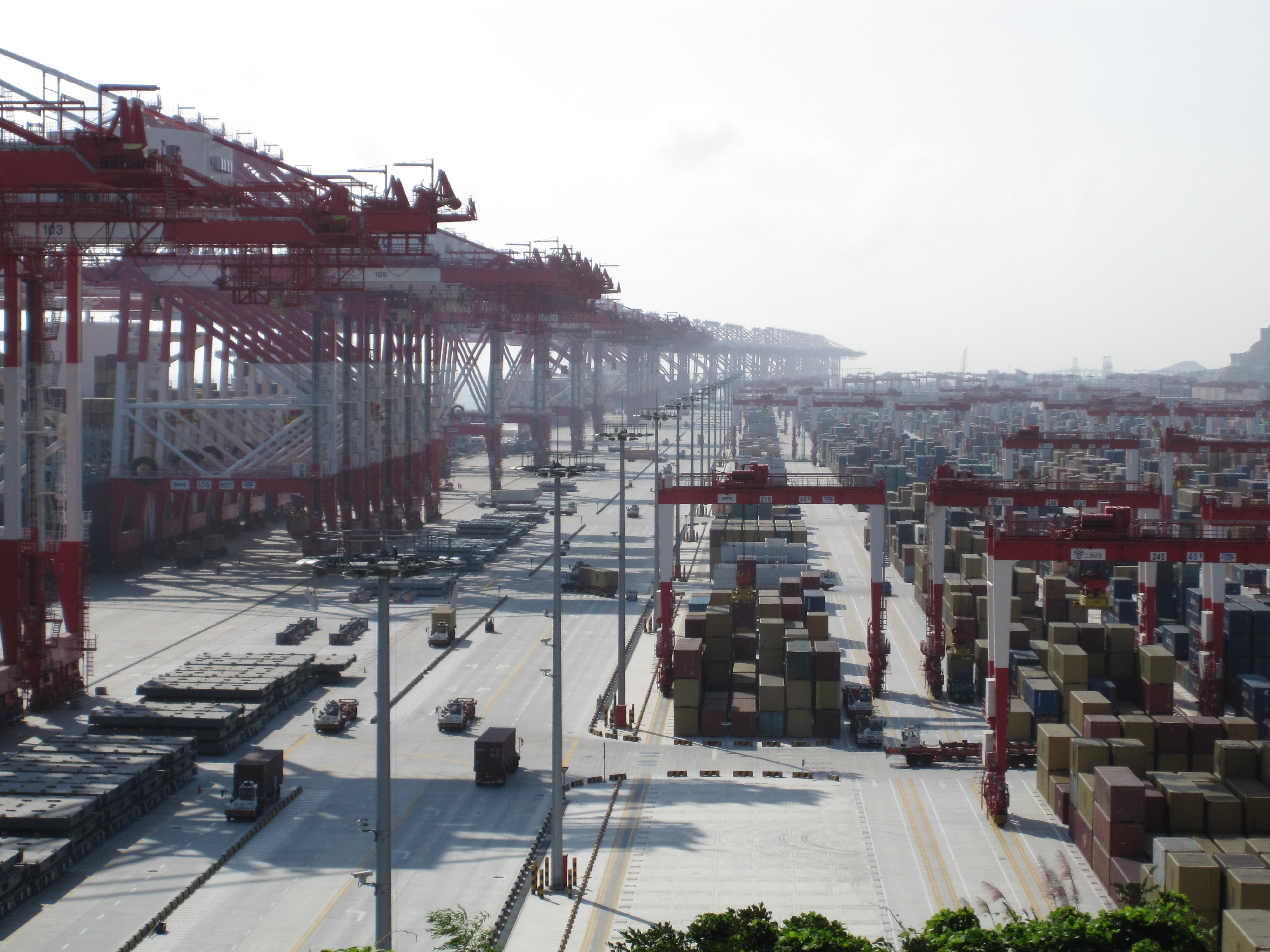
過去10年間、基本的な建築物の整備は中国の科学技術において主眼となる対象であった。32.5kmを超える東海大橋は上海本土と沖合いにある洋山深水港を結ぶ。洋山深水港は世界でもっともコンテナの積み込みが多い港である上海港のひとつである。

中華人民共和国の科学技術（ちゅうかじんみんきょうわこくのかがくぎじゅつ）では中華人民共和国における科学技術について記述する。
中国の科学技術は近年急速な発展を遂げている。中国政府は投資、改革、そして科学技術の社会的地位を国家遺産と並び国家の社会経済発展に欠かせないものとして強調している。中国は教育、社会基盤、ハイテク産業、学術出版、特許、商業的な応用といった分野で急速な発展を遂げており、現在いくつかの分野や指標において世界をリードしている。中国は現在次第に目標を中国独自の技術革新へと変えつつあり、これまで弱点とされていた分野を改善することを目標とするようになっている。

## 歴史
中国は明の時代まで科学技術分野で世界をリードしていた。製紙、印刷、羅針盤、火薬 (古代中国の四大発明) といった発見や発明はアジアやヨーロッパの経済発展に寄与した。中国の活動は14世紀に衰退を始める。ヨーロッパの科学者とは異なり、自然と数学の法則を結びつける試みはなく、批評や改良研究を行う学術集会もなかった。文学、芸術、行政学で大きな発展が見られた一方で、科学技術が実際に応用される例は瑣末な例に限られていた。この大分岐の要因は現在に至るまで議論され続けている。1つの要因として、中国の知識人層が数学を学んだり、実験を行う動機を失わせた科挙制度の存在が挙げられている。
19世紀に西洋諸国に対して軍事的敗北を繰り返した後、中国の改革者は近代的な科学技術を洋務運動の一つとして推進し始めた。1949年に中国共産党が勝利した後、科学技術研究はソビエト連邦のモデルを参考にして組織された。しかし、これは科学者で構成されていない官僚組織によって計画されたものであり、中央政府の目標と合致した研究ばかりが推進されて実際の応用とはかけ離れており、情報の流通は制限されていた。研究者は個人というよりも社会の一員として働いた。多くの者が技術供与を中国に行なっていたソビエト連邦で研究を行った。「ブルジョワジー」の影響力の排除を目的とした文化大革命は多くの負の影響や混乱をもたらした。この煽りを受ける形で学術研究集会や公教育は攻撃の標的となり、知識人は計画労働へと送り込まれた。また、大学や学術雑誌は閉鎖、休刊に追い込まれ、ほとんどの研究が中止される事態となった。およそ10年の間中国は新たな科学者や技術者を生み出さなかった。  
毛沢東の死後、1976年に四つの近代化の一つとして科学技術が定められた。新たな指導者である鄧小平は科学技術の強力な推進者であり、文化大革命の方針を翻し改革開放をおこなった。ソビエト連邦を参考にしたシステムは次第に改良されていった。メディアは科学技術や科学的思考、科学事業の価値を喧伝し始めた。第三、第四、第五世代の指導者は技術部門を専門とする者から選ばれ
、地方政府の幹部は80%以上が科学者や技術者出身のテクノクラートが占めた。
1995年に中華人民共和国国務院は来る10年における科学技術発展計画を記した「科学技術開発を加速させる決断　(簡体字中国語: 关于加速科学技术进步的决定)」という報告書を作成した。この中で科学技術を、生産力向上、経済発展、社会成長、国力増強、生活水準の向上をもたらす中心的な存在であると述べている。科学技術は市場の需要と密接に結びついている。ソビエト連邦に倣い建設された研究所だけでなく大学や民間企業でも研究が行われている。国立研究所は科学技術開発を産業へと発展させるために、中国や海外のベンチャーキャピタルとの合弁事業を行なっている。科学技術開発で個人が果たす役割は小さくなり、投資は経済的な結果に結びつき、上下関係は個人の決断において重要度が低下している。知識人層の財産権は尊重されている。情報交換は積極的に行われており、事業に対して公開入札も行われている。科学技術開発環境は政府の保護下にある。中国発の科学技術は重点分野として特に推進されている。政府は科学技術への理解を深め、科学技術政策を盛り込んでいる。共産党青年会などの社会、労働組合、マスメディアは知識や人材の尊重を積極的に推進している。
過去30年間、中国は道路や港湾のような物理的なインフラストラクチャーを整備することに傾注してきた。過去10年間、中国は国家政策として海外企業が中国市場に進出する際に技術供与を要求している。現在、中国は次第に独自の技術革新へと目標を変えつつある。

## 科学技術におけるナショナリズム
中国は他のアジアの国々と同様、科学技術を国家遺産と同様、経済的、政治的目標を達成するためにvitalなものとみなしている。知的財産権を持つ独自技術や技術革新の不足は国家問題とみなされている。2006年に温家宝首相は「独立した技術革新なしでは中国は世界で対等な立場を主張したり、国家の名誉を増進することなどできない」と述べている。
他の幾つかのアジアの国家でも見られるように、中国は改革開放後も国家計画、規制、税、沈静化などの手段を用いて公共、民間両方の経済や研究における重点化などの指示を与え続けている。開発中もしくは優先順位の高い産業や研究は保護され、案内が置かれる。海外の技術や知的財産を自国のものとするため、体系的な取り組みがなされている。海外の企業は中国に技術供与したり中国に研究開発拠点を移した場合、多くの報奨金を与えられる。同時に、国内企業の技術研究は様々な方法で支援されている。経済的自由といった他の要素の重要度と比較した上意下達の政府の重要性は、中国の科学技術の急速な発展のためいまだ結論が出ていない。海外の企業や国家の問題が中国経済と科学の発展、中国の国家政策によるものであるならば、海外の国家政策と対立する可能性がある。
ナショナリズムによっていくつかの科学技術分野における大事業は中国の挙げた成果を特記事項として報道する、政府の統制下にあるメディアによってプロパガンダ目的でなされる疑問符のつく報奨プロジェクトであるとみなされている。

## 国内総研究開発費
2000年から2008年までの間に、国内総研究開発費 (Gross Domestic Expenditures on Research and Development, GERD) は各年平均で22.8％の上昇を示し、GDPに占める割合も0.9％から1.54％へと上昇している。中国は2020年までにこの割合を2.5％にまで拡大することを目標としている。2008年、国内総研究開発費の82.76％が実験開発に、12.46％が応用研究に、4.78％が基礎研究に振り分けられた。民間企業は2000年に国内総研究開発費の59.95％を、2008年に73.26％を拠出している。民間企業による研究投資分野は主に実験開発である。中国は2020年までに基礎研究費用の割合を全体の15％にまで拡大することを目標としている。
Research firm Battelleは、中国の研究開発費は2023年にアメリカ合衆国を超えると試算している。

## 研究所
中華人民共和国国務院は中国の最高行政機関である。国務院のもとには様々な科学技術関連部門やそれと同等の組織が急速に作られている。国務院科学技術部は主な国内科学組織の会長からなる組織で、国家政策における科学政策の立案を担当している。組織全体の効率という面においては、様々な機関により「各組織の役割が重複しており、無駄が多い」とみられることがある。
中華人民共和国科学技術部 (旧称：国家科学技術委員会) は科学技術に関する国家戦略や国家政策を担当している。科学技術部は国家研究プログラムや科学技術開発特区、国際企業を監督している。中華人民共和国教育部は大学研究所と同様、教育を監督する。中華人民共和国工業情報化部や中華人民共和国衛生部、中華人民共和国農業部といった他の部門もまた科学技術関連の部署である。
全国哲学社会科学規画弁公室 (簡体字中国語: 全国哲学社会科学规划办公室) は社会科学や哲学の研究計画立案を専門とする。
中国科学院 (CAS) は中国の第一線研究者を会員とする、中国最高の科学者組織である。中国科学院は多くの研究所や研究プログラム、大学院生訓練プログラムの領域を専門とし、影響力のある指示を与える。中国工程院 (CAE) もまた有益な指示を与えるが、中国科学院とは異なり独自の研究所は保持していない。中国社会科学院は社会科学や哲学の分野で中国科学院と似た役割を果たしている。中国水産科学研究院のように、より狭い分野を扱う科学部門もある。
中国国家自然科学基金委員会 (NSFC) は査読後に研究者個人を表彰、報奨金を出す組織である。
中国人民解放軍総装備部は軍事技術研究開発を専門として行なっている。
中国科学技術協会に加盟している国家科学組織もまた科学技術研究において重要な組織となっている。
研究は、政府の研究所や民間企業の高等教育研究機関により推進される。
地方政府もまた研究開発基金の面で次第に重要度を増しており、現在政府の支払う研究開発費のおよそ半分が地方政府から出ている。研究やハイテク産業における激しい対立は時に限度を超えた無駄の多い助成金や少数の地方に集中的に投入されるばらまき助成金、理解のない官僚による、近く流行遅れになるような技術への助成金を生み出していると言われる。

## 国家プログラム
中国の国家研究開発プログラムには以下のようなものがある。
- 中核技術プログラム (関鍵技術研究項目)
- 国家ハイテクプログラム (863計画)
- 国家基礎研究プログラム (973計画)
- 星火計画 - 農村改革
- 火炬計画 - ハイテク特区
- 中核研究室プログラム (重点実験室計画)
- 工学研究センター (工程技術研究中心)
- 国家中核新製品プログラム (国家重点新産品計画)
- 中小企業技術革新基金 (中小型企業創新新基金)
- 研究所特別技術開発プロジェクト (特科技開発工程研究院)
- 科学技術投資促進行動計画
- 国家新製品プログラム (国家新産品計画)
- 農業科学技術供与基金

主な国家プログラムには国家研究開発費の15～20％が充てられている。中国政府は大学、研究所、企業により提出される多くの計画の選別の後に、重要とするプロジェクトに助成金を拠出する。重要なプロジェクトは複数のプログラムによる助成金を受ける。これらのプログラムは大きな効果をもたらすものであるとされているが、同時に不祥事、汚職、詐欺も招き、技術革新をほとんど行うことなく生み出す派生技術が非難の対象となっている。縁故主義に則ってプロジェクトを選ぶことのないよう非難が行われている。中国政府はより多くの査読や評価を行うことで効率性を上げようと試みている。

## 経済技術開発区

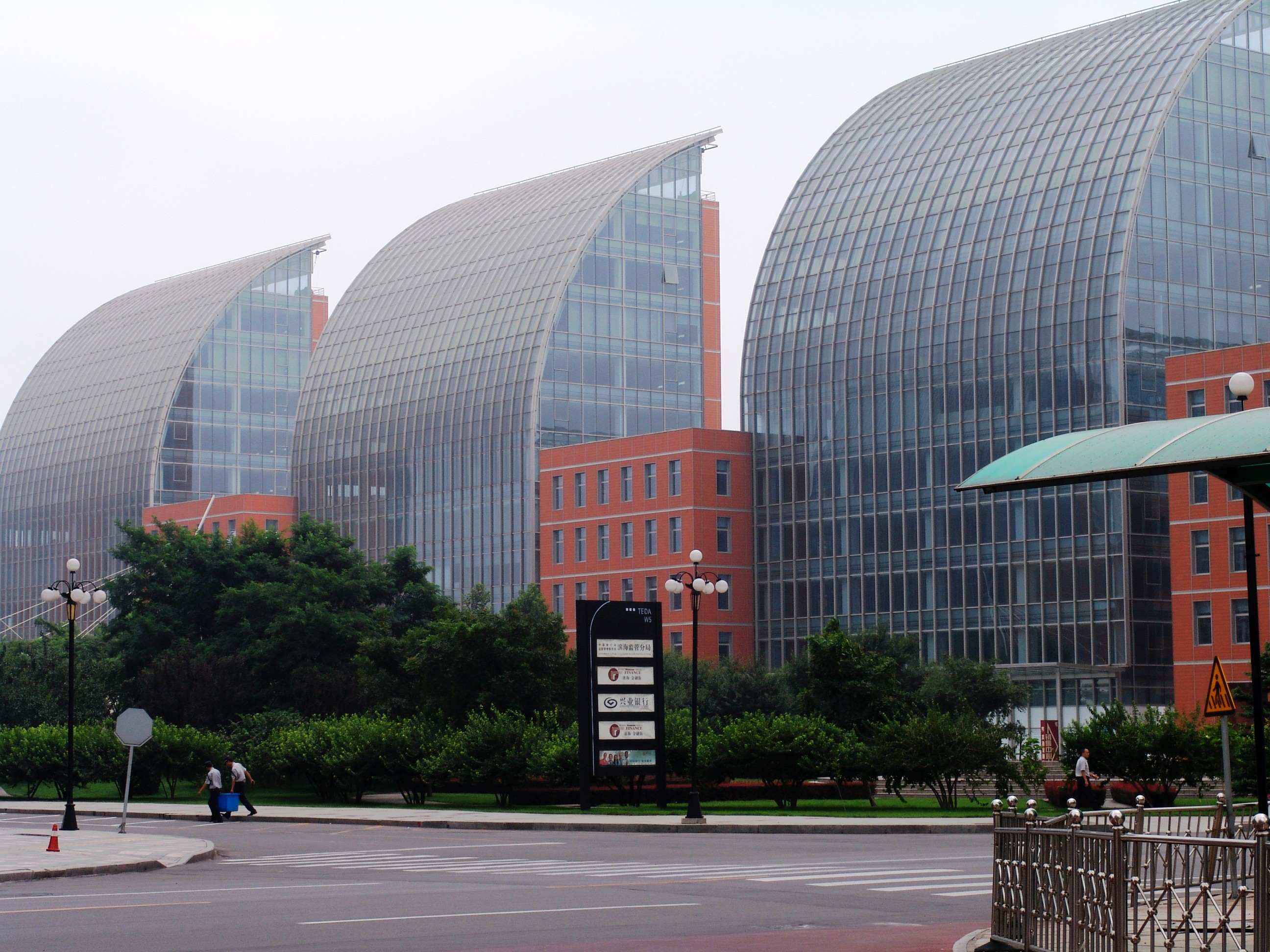
天津経済技術開発区

中国は経済特区の成功に基づいて経済技術開発区を制定した。経済技術開発区はハイテク産業の発展、海外投資の誘致、輸出額の増加、地方経済の向上を目的としている。中国政府は経済技術開発区の設置を大きな成功と捉えており、経済技術開発区は14個から54個へと大幅に増大している。

## 教育と研究開発員
| 順位 | 数学的リテラシー   | 数学的リテラシー | 科学的リテラシー | 科学的リテラシー | 読解力           | 読解力 |
| ---- | ------------------ | ---------------- | ---------------- | ---------------- | ---------------- | ------ |
| 1.   | 上海, 中国         | 600              | 上海, 中国       | 575              | 上海, 中国       | 556    |
| 2.   | シンガポール       | 562              | フィンランド     | 554              | 韓国             | 539    |
| 3.   | 香港, 中国         | 555              | 香港, 中国       | 549              | フィンランド     | 536    |
| 4.   | 韓国               | 546              | シンガポール     | 542              | 香港, 中国       | 533    |
| 5.   | 台湾               | 543              | 日本             | 539              | シンガポール     | 526    |
| 6.   | フィンランド       | 541              | 韓国             | 538              | カナダ           | 524    |
| 7.   | リヒテンシュタイン | 536              | ニュージーランド | 532              | ニュージーランド | 521    |
| 8.   | スイス             | 534              | カナダ           | 529              | 日本             | 520    |
| 9.   | 日本               | 529              | エストニア       | 528              | オーストラリア   | 515    |
| 10.  | カナダ             | 527              | オーストラリア   | 527              | オランダ         | 508    |

2009年のOECD生徒の学習到達度調査で中国人学生が国際学習到達度調査に初めて参加し、上海の15歳の学生が数学、科学、読解の3つの部門全てで1位を獲得した。中国人学生は他の国と比べ数学分野で極めて良い成績を残した。この結果に対する説明としては、文化重視の教育や競争倍率の高い試験、そしてスポーツのような課外活動にほとんど参加せず勉強に多くの時間を費やしていることなどが挙げられる。中国では学科教育がより高い地位を占めている。また、工業化が進み、重要な教育改革を行なっている上海の学生による成績は中国の他の地域を代表する成績であるとはいえないとも考えられる。テストに関する技術的な問題や不正行為の証拠は見られなかったものの、中国の他の地域からの多くの移住者が流入する上海は特に優秀な学生が上海で学ぶことを奨励し、学生は事前にこのテストの結果は中国のイメージに重大な影響を与えると聞かされていた可能性がある。OECDのテスト統括者であるAndreas Schleicherは結果は驚きを生むだろうと述べ、結果についてはOECDが上海の成績結果を受け取った後で国際専門家によって精査されたと述べている。彼はまた、結果は「中国は丸暗記による学習しか行なっていないという偏見への反論」であり、「対象となった学生のほとんどが記述式部門で自分の持つ知識を大きな創造性をもって適用する能力を示している」と述べている。
中国は世界最多の研究開発員を持つ国となっている。2000年から2008年の間に、エンジニアや科学者の数は159万人からその2倍以上にまで増加した。アメリカ合衆国や日本のような主要先進国と比較すると人口比では少ないものの、その差は急速に縮まっている。科学や工学分野の博士号取得者の数は1990年代初期と比較して10倍に達した。大学で学ぶ学生の数も1998年から2007年までの間に100万人から540万人まで増加した 。2009年単年で、中国は1万人を超える工学博士を生み出し、工学、数学、情報技術、コンピュータ科学分野合計でおよそ50万人の理学士を輩出している。これは世界中のいかなる国家よりも多い。
中国のアイビー・リーグとされる九校連盟は国家研究基金の多くを占め、国家研究成果の大多数を生み出す9つの難関大学からなる連盟組織である。
中国の大学は国内で産み出される特許の内、尋常ではない割合の特許数を生み出している。大学は特許により研究開発費のほぼ半分を民間企業から調達している。 
中国共産党中央政治局常務委員会の9人のうち8人は工学学士を取得している。
1978年以降、海外で学習する学生は225万にのぼる。2011年には前年度比20％増の34万人が学習している。合計で818,400人が中国に帰国しており、帰国する学生の数は近年増加傾向にある。2011年には前年比38％増となる186,200人の学生が中国に帰国した。中国は海外で学んだ優秀な学生が中国に帰国することで利益を得るようになっている。中国人学生は以前のように中国国内に仕事がないために海外にとどまっていた状況が変化し、国内で職を得る機会が増加したことで現在は帰国するようになっている。2009年の研究では、ビザによる入国制限、仕事不足の恐れ、アメリカ合衆国の成長率が世界の平均成長率を下回ると信じられていたことなどの理由から、たった10％の中国人学生しかアメリカ合衆国にとどまるつもりがない事がわかった。初期の調査とはまったく対照的に、52％が最良の就職は中国にあると信じていた。74％が中国経済の最盛期が到来したと感じていること、68％がビジネスを立ち上げる予定であることもわかった。中国人学生が帰国すると、海外で教育を受けた学生は多くが極めて重要な科学技術知識や経営技能、科学研究や産業に関する技術革新能力をもたらす。中国のハイテク企業の経営者は多くが海外留学経験者である。

## 中国のディアスポラ
華僑は他のディアスポラと同様、中国の発展に大きく貢献している。華僑は営利企業、公共非営利法人ともに中国へ貿易、投資、現代技術をもたらす重要な窓口と考えられている。

## 産業スパイ
中国人が海外で研究活動を行う目的の一つが軍事技術の取得なども含めた産業スパイ (industrial espionage) 行為であると言われている。民間企業もまた産業スパイの罪で告訴されている。諜報機関は、何千という西洋諸国の企業が研究で得られたデータを中国へ持ち帰る違反行為により被害を受けていると考えている。

## 国際企業
中国網は2005年に、中国は96の国と科学技術の共同開発に関する政府間合意を得、152の国・地域と科学技術プログラムの共同運営を行い、1000以上の国際科学技術共同運営組織に参加しているという報告書を発表した。NGOの国際交流や共同活動は増加している。中国科学技術協会 や中国国家自然科学基金委員会のような関連組織は多くの国際共同運営組織に参加している。中国の研究者は国際組織の専門家委員会で281の役職を得ており、293個の幹部級役職に就いている。

## 技術供与と多国籍企業による研究開発
1980年代前半に外国企業はライセンスに関する合意と中国国内の商品販売を条件として技術供与を始めた。1980年代後半、多くの多国籍企業が中国における販売規模拡大のためジョイントベンチャーを中国の企業と共同で設立し、技術供与を始めた。中国は1990年代に技術供与を中国市場への参入のための条件とすることで、次第に直接投資に関する洗練された規制を導入した。2001年に中国が世界貿易機関に加盟したことでこの慣習が廃止されることが求められたが、評論家は技術供与の継続を要求している。中国の評論家はこのような技術供与は先進国に追いつくという面では有益だが新規の技術を生み出すわけではなく、最先端技術への技術供与を求めることが必要だと述べている。 
中国は多国籍企業に中国国内に研究開発センターを設置することを大きく推奨している。批判的な立場の人物は海外企業主体の研究開発は主に海外企業を利しているだけで、多くの優秀な中国人研究者が国内の企業や研究所から引きぬかれていると主張している。支持者は、海外の研究開発は模範となる研究施設や中国独自の会社の設立を奨励する役割を果たし、労働者や知識が簡単に中国企業へと流れこむようにするための技術コミュニティを作り出していると主張している。2010年、中国に拠点を置く1,200の研究開発センターや研究開発センターを有する400社がフォーチュン500で取り上げられている。これらの会社は中国人技術者や科学者を利用することが国際競争力を維持する上で本質的であるのと同様に、研究開発センターの拠点を中国に置くことは中国市場特有の要求に従った製品を作るために必要であると主張している。現在、中国は多国籍企業へのアンケートの中で、研究開発センターが将来拠点を置く可能性が最も高い国にランクされている。

## 技術革新
2005年の報告書では、中国の国家技術革新制度に幾つかの短所が見つかったとしている。科学技術研究を実際の結果へと結びつける行程を支援するサービスや科学技術支援の国家予算投資の配分は適当であるとはとても言えないという問題がある。研究者は市場とあまりにも密接した研究を行った場合、時に短期間の契約を結ぶことがある。もう一つの深刻な問題は、厳しい競争にさらされている中国企業は技術発展への投資や技術開発よりも外国の技術を買うことを第一としているように見えることである。小規模企業は研究への投資額が小さいため、特許適用例の多くは中規模企業 (70％) に対し行われるものである。権威が大きく尊敬され、時に恐れられるような、中国の階級支配的な上意下達の社会は創造的な議論を窒息させているとも言われている。
中国は2006年の報告書で技術革新促進のための政策を発表している。政策の中にはナノテクノロジー、高性能DNAチップ、航空機、バイオテクノロジー、新薬開発といった分野における20の大規模プロジェクトが含まれている。これらのプロジェクトは小規模企業から構成されるシリコンバレーをモデルとした集合組織、ベンチャーキャピタル、企業と大学間の提携などから成り立っている。
中国は既存の製品に小型化改良を進めた製品を生み出すという点で世界でリードしているとも言われている。ひとつの例としては、より小さく、より安価で、よりエネルギー効率の良い電源回路を設計するために継続した改良が行われている。これは全く新しい製品や主要製品を生み出すわけではないが、雇用を生み出す上で重要である。

## 技術調達
ハイテク製品を多く買い上げている中国政府は2009年に中国の技術革新促進のため、ハイテク製品を中国で販売している企業に対し、買い上げた製品に関して知的財産権を放棄するよう要求するという物議を醸す政策を発表した。最も物議を醸した部分は後に削除されたが、中国地方政府は独自の技術革新を推奨するため買い上げ行為を続けている。

## 知的財産権
知的財産権による保護は次第に効果がなくなってきているように見える。知的財産権は独自の技術革新を妨げており、さらに知的財産権のシステムを強化する必要があるという認識が増えてきている。 
中国は海外企業の知的財産権の保護を行なっておらず、技術を横流しすることを黙認し、中国の知的財産権を主張していると非難されている。

## 特許
中国は2011年に申請された特許の適用数が最大の国となった。しかし、これはまだ特許が申請中で正式に取得していなくとも、申請した企業に対し特許料を支払っているという例を反映している。中国企業により申請された中国国内の特許適用の割合は2006年の52％以下の状態から2010年に約73％へと増加した。世界知的所有権機関のデータによると、中国企業が海外で申請する特許の数は現在個人企業によって申請される特許の数の2倍から4倍の数を占めている点で中国企業は重要になってきている。中国は「中国産 (Made in China)」から「中国設計 (Designed in China)」、海外の企業と契約を行い生産のみ行う企業からブランドを持つ企業へと変化させ、利益幅を増やす方向への転換を図っている。
アメリカ合衆国、日本、欧州連合、韓国、そして中国 (これらの国全体で世界の全特許数の約75％を占める) の特許庁で認可された特許で比較した場合、中国の特許取得数は日本やアメリカ合衆国に比べて少ない。しかし、5年前は韓国や欧州連合とほぼ同数であった中国の特許取得数は現在それらの国の2倍にまで増加している。

## 工業規格
技術革新支援と海外企業の知的財産権適用を避けるため、中国は独自の工業規格を定めている。ひとつの例はTD-SCDMAによる3G規格である。批判的な人物はすでに遅れた規格となりつつある3Gの規格に予算をかけたと考える一方で、支持者は進んだ技術能力が取り入れられており、4Gと考えれば中国の国際競争力を上げていると主張している。TD-LTEは中国独自の4G規格に実装されている。

## 学術出版
2011年の王立協会による学術出版に関する報告書では、英語による科学研究論文数はアメリカ合衆国が中国, イギリス, ドイツ, 日本, フランス, カナダなどを抑え第一位である。しかし、この報告書では2020年より前に、早ければ2013年にも中国はアメリカ合衆国の論文数を抜くと予想している。出版論文が他の科学者に引用された回数を翌年に測定する中国の自然科学インパクトファクターは僅かにではあるが上昇している。科学情報研究所の出すWeb of Knowledgeのデータの解析結果によると、中国は非常に引用度の高い科学記事上位1％に占める割合が2001年の1.85％から2011年の11.3％まで上昇していることがわかった。中国は2014年までにドイツやイギリスを抜き、アメリカ合衆国に次ぐ2位へと順位を上げるだろうと言われている。アメリカ合衆国の占める割合は2001年から2011年までの同じ10年間で64.3％から50.7％へと減少している。 
2009年の発表によると、中国の社会科学研究の社会科学引用指数は1999年まで緩やかな上昇カーブを描いていた。1999年から2007年に急激な上昇が見られる。しかし、2007年時点で中国はまだ1.39％を占めるに過ぎず、2006年に香港をかわしたのみである。この指数で見られる分野としては、社会学、政治学、コミュニケーション科学、心理学よりも経済、ビジネス分野が大きな割合を占めている。自然科学と比較すると社会科学の占める割合は低いが、これはアジアの国々一般に見られる傾向であり、中国の社会科学者は社会科学引用指数にカウントされない国内雑誌で出版を行い、国際雑誌で出版を行う機会が少ないことが割合の低さにつながっている。また、国家のイデオロギーに基づき、国家による社会科学に対する介入が自然科学よりも行われる点は重要である。中国では自然科学は科学技術部の管轄下にある一方で、社会科学分野は学際的な研究を推奨しない全国哲学社会科学規画弁公室によって統括されている。
基礎医学や医療研究関連分野に属し、PubMedで引用されている中国で出版された記事は2000年から2009年までの間の各年で平均31.2％から22％の割合で増加している。その内、ランダム化比較試験は医療研究の記事の約3分の1である。しかし、2009年時点では世界の医療研究記事の1.5％、世界のランダム化比較試験の1.7％を占めるにすぎない。医学部学生への医療研究教育や医学博士への医療研究支援促進環境の不足は欠点といえる。
カナダのデータ解析企業「Science-Metrix」は、2010年に中国の自然科学者や技術者による査読論文数はアメリカ合衆国と同等になると予想した。2015年に中国は全学問分野の総論文数でアメリカ合衆国と並び、2030年に人文科学、社会科学でアメリカ合衆国の論文数を抜くと予想されている。
8,000の雑誌と4,600の科学分野がある。ほぼすべての中国の科学組織が独自の学術雑誌を出版している。政府は独自所有する数冊の雑誌を含め大多数の雑誌を保有、支援している。「出版せよ、さもなくば滅びよ」というシステムは多くの質の低い学術雑誌や記事を生み出し、まれに盗作や詐欺が行われることもあると言われている。中国政府はより厳しい規定を敷き、幾つかの学術雑誌に罰則や廃刊といった措置を与え、5～10の大規模出版グループで行われているものと同等の質のコントロールや雑誌の査読評価を高めることを目標としている。改善の一環として、海外の1050の雑誌を所有する中国科学技術協会は2012年に様々な形で行われる不義、盗作、詐欺をリストアップし、これらの行為を行ったものに対し警告、ブラックリスト化し、所属する研究所や投資企業に対して問い合わせを行い、公に開示する処罰を課すと発表した。これは他の学術雑誌への圧力が増大し、研究者の個人的な縁故に基づいた行動が許されないものであるということを知らない学術雑誌編集者に不許可であることを知らせたという点で重要であると見られている。中国は国内、国際両方のインパクトファクターのような指標にもとづいて最良学術雑誌に多額の報奨金を与える計画も立てている。これが多くの質の低い雑誌の改善に影響を与えるかどうかは疑問視されており、疑問視する人々は代わりに研究者の出版論文が協会の要件を満たすよう研究者を支援する事業へ資金を出すよう求めている。

## 国有企業
中国の国有企業は地方政府や政府機関のような様々な機関が保有している。国有企業はより小さく革新的な会社では問題が発生すると考えられ、利用できないような長所を生かして利益を得る。2010年、国有企業は数十年間にわたって行う投資を回収する必要がなくリスクとコストを無視することができたため、再生可能エネルギープロジェクトに対する入札で競り勝った。政府は国有企業を規定による競争から保護し、より革新的で、競争相手となる民間企業を窒息させるような不公平な法制下で影響力を行使しようと試みた。民間企業は2002年から2007年の間に研究費、特許料、研究開発環境の面で急速な発展を遂げ、国有企業を追い抜いた。自然科学研究者と技術者の数は民間企業で急速に増加している一方、国有企業では減少している。

## 汚職
中国の科学における汚職に関して、2005年の著書「学術評価制度批判」 (簡体字中国語: 学术评价制度批判)で批判を行った浙江大学の劉明 (簡体字中国語: 刘明) 教授を含む何人かの中国人科学者は、中央政府や大学関係者からの干渉により、中国国内において査読は本来の機能を失っていると主張している。科学者が政治的影響力を持つ人々と交際する時間は科学研究にかける時間を失わせる。劉教授は、すべての物事を特定のメンバーで決定する経済体質は蔓延する政治的干渉と結びついて、中国科学における多くの汚職と同様、資金や人材の大幅な無駄につながると主張している。ハイテク企業に大幅な税優遇制度や他の利点を認める認定制度に関する2008年の調査で、70％以上の企業が認定に疑問符のつく環境で認定を受けていること、サンプル調査では73％が要求を満たしていないことがわかった。

## 賞
国家最高科学技術賞を含む国家科学技術奨励は中華人民共和国における科学技術分野最高の賞である。この賞は科学技術の進歩に大きく貢献した人物や組織を表彰し、科学技術開発を促進することを目的としている。

## 分野別各論

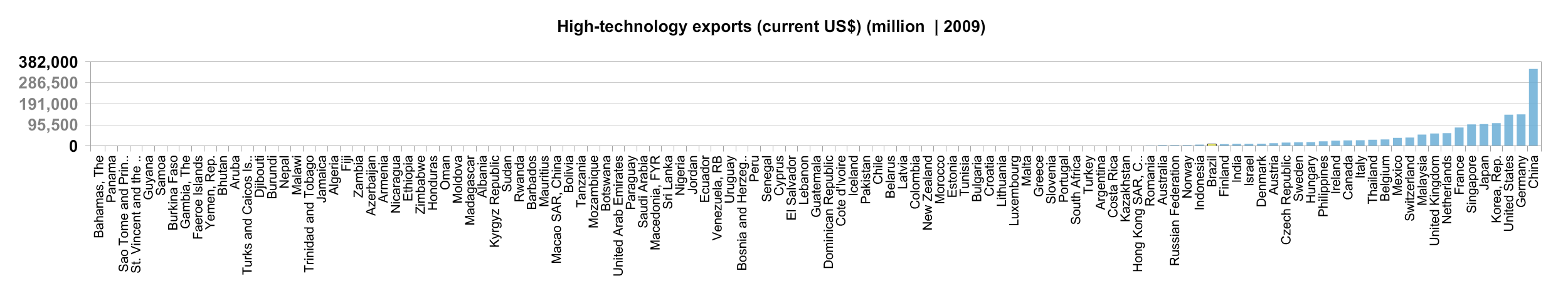
2009年における中国ハイテク輸出額 (単位：ドル) 。中国ハイテク輸出額は他の国家のものに比べ2倍以上となっている。

### 電子・情報産業
2009年、中国は世界の総テレビ生産数の48.3％を占めた。他にも、携帯電話で49.9％、パソコンで60.9％、LCDモニターで75％などの高数値を記録した。国内で独自に作られた電子製品群は近年の増加の重要な要因に成っている。中国のソフトウェア産業は2010年に世界のソフトウェアと情報サービスの15％を超えるシェアを持ち、過去10年間で各年平均36％の増加を見せている。中国のIT企業は下請け産業から脱却し完成品を作成する段階に移行している。政府による支援を得た中国企業はユビキタスネットワーク技術分野で先駆的業績を上げている。
中国互連網絡信息中心によると、2011年11月時点で中国には人口の37.7％にあたる5.05億人のインターネットユーザーがいる。微博ユーザーの数は過去6ヶ月間の間に1億人以上増加して総利用者数が3億人を超えた。2011年、世界のインターネットユーザーの23％が中国人であり、これは他の国家の2倍以上を占めている。2012年、中国は2015年までに電子商取引の中国市場を現在の2倍として世界最大の市場にすることを目標としている。
2012年、中国の携帯電話販売台数は一人の人間が複数台の携帯電話を持つようになったことで、実際の利用者数は減少しているにもかかわらず前年より1億台増加して10億台を超えた。3G携帯電話の販売台数は倍増して1.44億台にまで増加した。修理件数は2.84億回へと減少した。

### スーパーコンピュータ
中国のスーパーコンピュータ産業は急速に拡大している。スーパーコンピュータは医薬品の設計、暗号解読、天然資源探索、気候モデル、軍事技術など多くの分野の最先端研究に影響を及ぼしている。2011年、中国は10年前までは1台もなかった世界上位500台のスーパーコンピュータに74台もランクインした。中国は国内から部品を生産する能力を増強中であり、世界初のエクサスケール・スーパーコンピュータを制作する計画を立てている。中国はスーパーコンピュータセンターを設立、スーパーコンピュータ同士を接続することで、より大きく性能の良いスーパーコンピュータを作り出す計画も立てている。天河一号は2010年から2011年にかけ世界最速のスーパーコンピュータの座を得た。その後継機天河二号や神威・太湖之光は連続で世界最速をとり続けている。

### 半導体
中国の半導体産業は政府の助成金が増加しているにもかかわらず、革新的な新設計を生み出すといった分野では多くの問題を抱えている。これには国家の知識不足や近く流行遅れになる技術への地方政府の支援、地理的な分散化、工学的な教養の不足、知的財産権の保護がほとんど行われていないことなどの要素がからんでいるものと思われる。このような現状は直接的な支援、ある地域への集中投資、海外留学生の帰国、海外企業への技術供与要求の増加、中国独自の技術規格、国内市場での独自技術利用要求といった要素よりも市場原理に新たに重きを置くことで変化する可能性がある。

### 工作機械
コンピュータ数値制御された工作機械のような高度な工作機械の開発は中国政府の優先事項とされ、支援が行われている。中国は工作機械の生産、消費ともに世界をリードしている。2010年、アメリカ合衆国政府は報告書で、5つの軸となる高度な工作機械の輸出制限は中国や台湾の生産業者の技術能力向上のため無駄になっていると述べている。

### ロボット工学
珠江デルタのようないくつかの地方で、生産業者は労働者不足、賃金上昇、より高度な教育を受けた若者からの高度な労働への要求といった問題に直面している。このことから、産業ロボットに対する需要が増加している。四大ロボット世界大手の1つクーカを中国企業は買収しており、四大ロボット世界大手の1つABBグループはロボット事業の本社を上海に置いていて、中国は世界最大のロボット市場となっている。

### 人工知能
中国では2016年の第13次5カ年計画から人工知能を国家プロジェクトに位置づけ、官民一体で人工知能の研究開発を推進している。
マサチューセッツ工科大学（MIT）のエリック・ブリニョルフソン教授や情報技術イノベーション財団などによれば、天網など国民の監視管理に人工知能を使用している中国ではプライバシー意識の強い欧米と比較して人工知能の研究や新技術の実験をしやすい環境にあるとされている。MITのローレン・R・グレアム教授は莫大な資金力と人権の弾圧を併せ持つ中国が人工知能の開発競争で成功すれば民主的な国家が技術革新に優位という既成概念が変わると述べている。日本でスーパーコンピュータの研究開発を推進している齊藤元章も人工知能の開発において中国がリードする可能性を主張している。
2018年の報道では、世界のディープラーニング用サーバの4分の3は中国が占めているともされる。米国政府によれば、2013年からディープラーニングに関する論文数では中国が米国を超えて世界一となっている。人工知能関連の特許出願件数や資金調達でも中国は米国を凌ぎ、人工知能研究論文数は中国は1位の米国に次ぐ2位とされる。画像認識技術の精度を競う世界的な大会である「ILSVRC」では中国勢が上位を独占している。
中国の囲碁用人工知能「絶芸」は日本最強の囲碁用人工知能であるDeepZenGoや世界トップの囲碁棋士とされる柯潔にも勝利している。

### 衣料
2012年、中国は世界の3分の1以上の衣料を生産しているが、ローテクや労働集約産業は東南アジアや東ヨーロッパのような地域に移り、近年世界におけるシェアを減らしている。

### 鉱業とレアアース産業

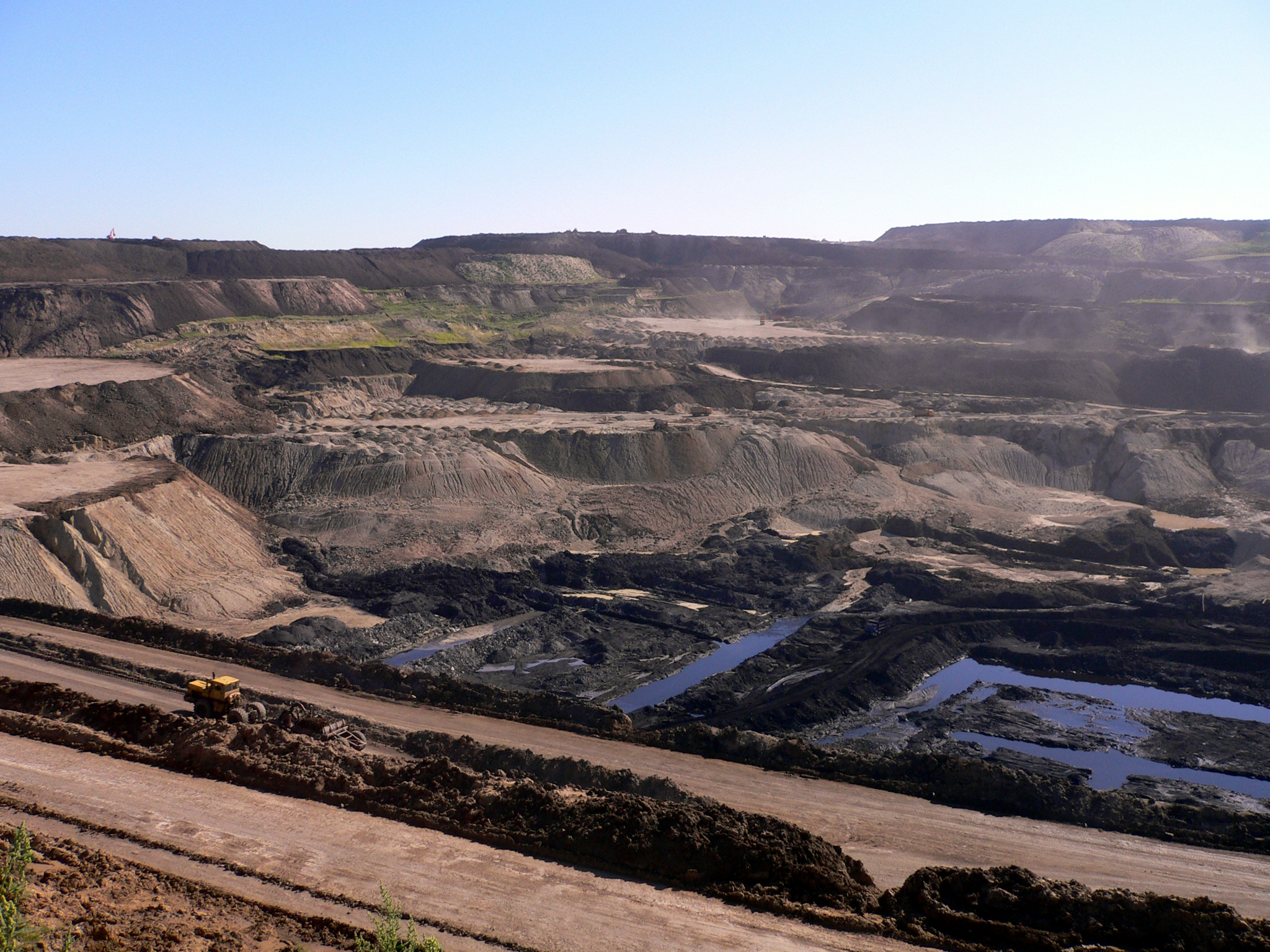
内モンゴル自治区の炭田

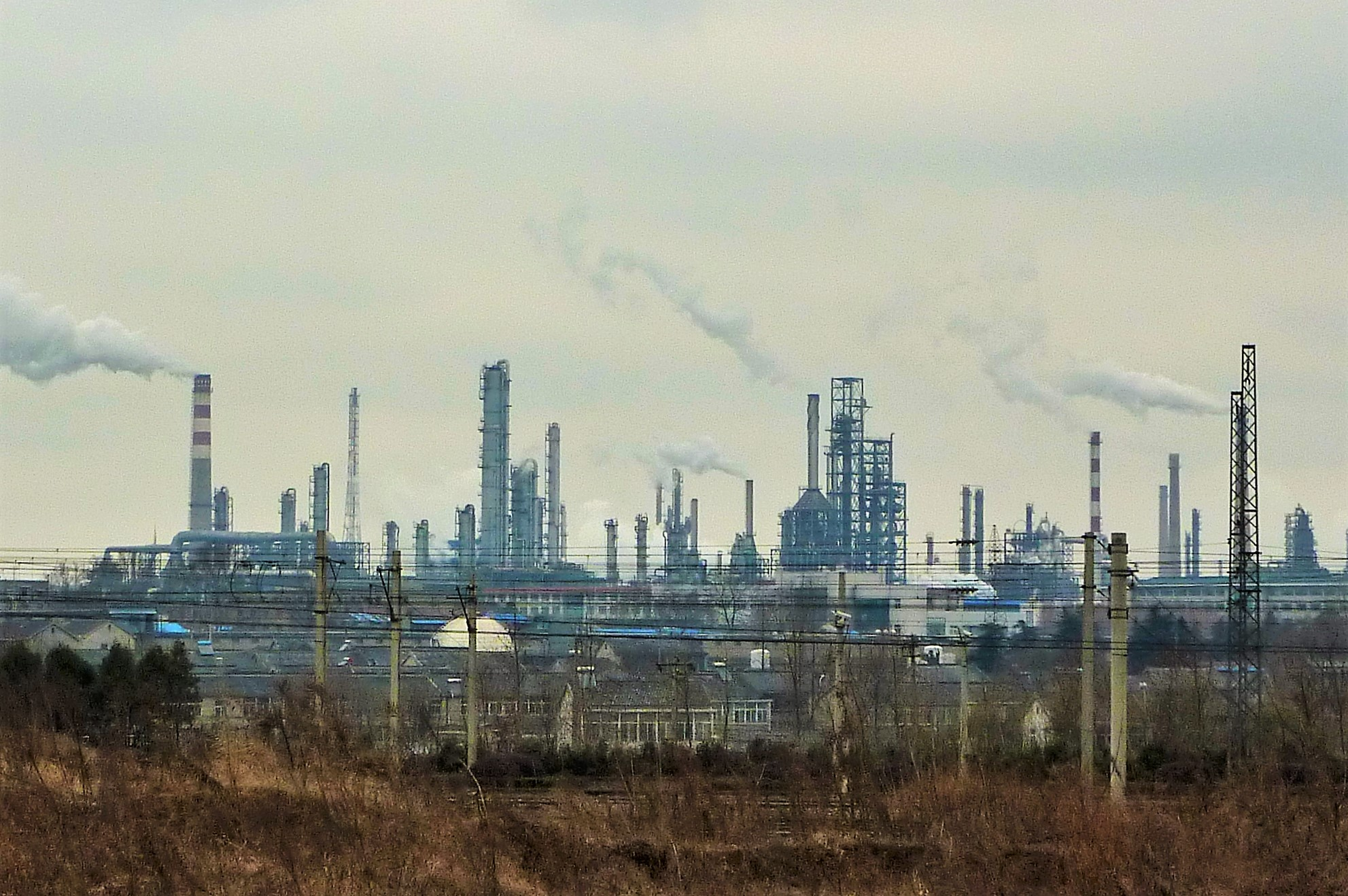
南京の工業地帯

2010年、中外商橋諮詢服務 (The Beijing Axis) 代表のLilian Lucaは、「中国は鉱工技術で世界をリードしている」と述べた。技術的な解決法は当初はローコストの大量生産に集中することだったが、中国国内における環境問題への関心が高まったことを受け、環境にやさしい生産が次第に強調されるようになっている。中国はすでに希土類元素 (レアアース)のような分野では世界をリードしている中国は環境問題を引用して希土類元素の輸出割り当てを課しており、95％が中国で産出されているが、レアアースを使用するハイテクを中国へと技術供与するよう圧力をかけていることで非難されている。
レアアースの発見は初期段階であり、最も易しい段階であると述べる者もいる。精製のような生産における他の段階は中国や日本によって行われており、以前は高いシェアを保っていたアメリカ合衆国はすべての生産者を失い、この分野に関わる科学者や技術者の数の劇的な減少に伴い基礎技術能力の多くが失われている。

### 物質科学とナノテクノロジー
2012年の研究で、中国がナノテクノロジー分野の論文に占める割合が2000年の10％以下から2009年に25％にまで増大し、アメリカ合衆国を抜いて第一位になっていることがわかった。しかし、中国は上位3つの学術雑誌のや論文引用指数ではまだ影響力があるとはいえないが、次第に影響力のある学術雑誌での発表のシェアを増やしている。中国は特許数で世界第二位に浮上した。国家規格や監督機関が設置されている。

### 化学薬品
KPMGは2010年に、中国の化学工業製品の生産量は2015年までに世界最大となると予想した。中国政府は石油やガスなどの原料を除き、石油化学製品やプラスチックを自給できるよう目標を定めている。 中国の化学工業はより高度な技術を使用した高い価値を持つ製品を生み出すため、研究開発に力を入れるようになっている。また、環境に配慮した再生可能エネルギー技術などの研究開発も行われている。

### 農業
耕作地や水が不足しており、これは新技術のみが中国の農業の作物量が増加させることができることを意味する。元中国共産党総書記の江沢民は「農業科学技術の新たな革命」を呼びかけた。民衆の関心が広まると、遺伝子組み換え作物に関する制限や規定が導入もしくは言及されるようになった。中国は国内の家畜の急速な遺伝子改良を進めるため大量の海外の家畜の精液や胎児と同様に海外の家畜動物を100万匹単位で購入している。農薬の使用の増加などのより高度な農業方法は中国産食品の安全性に関わる問題となっている。

### 水産業

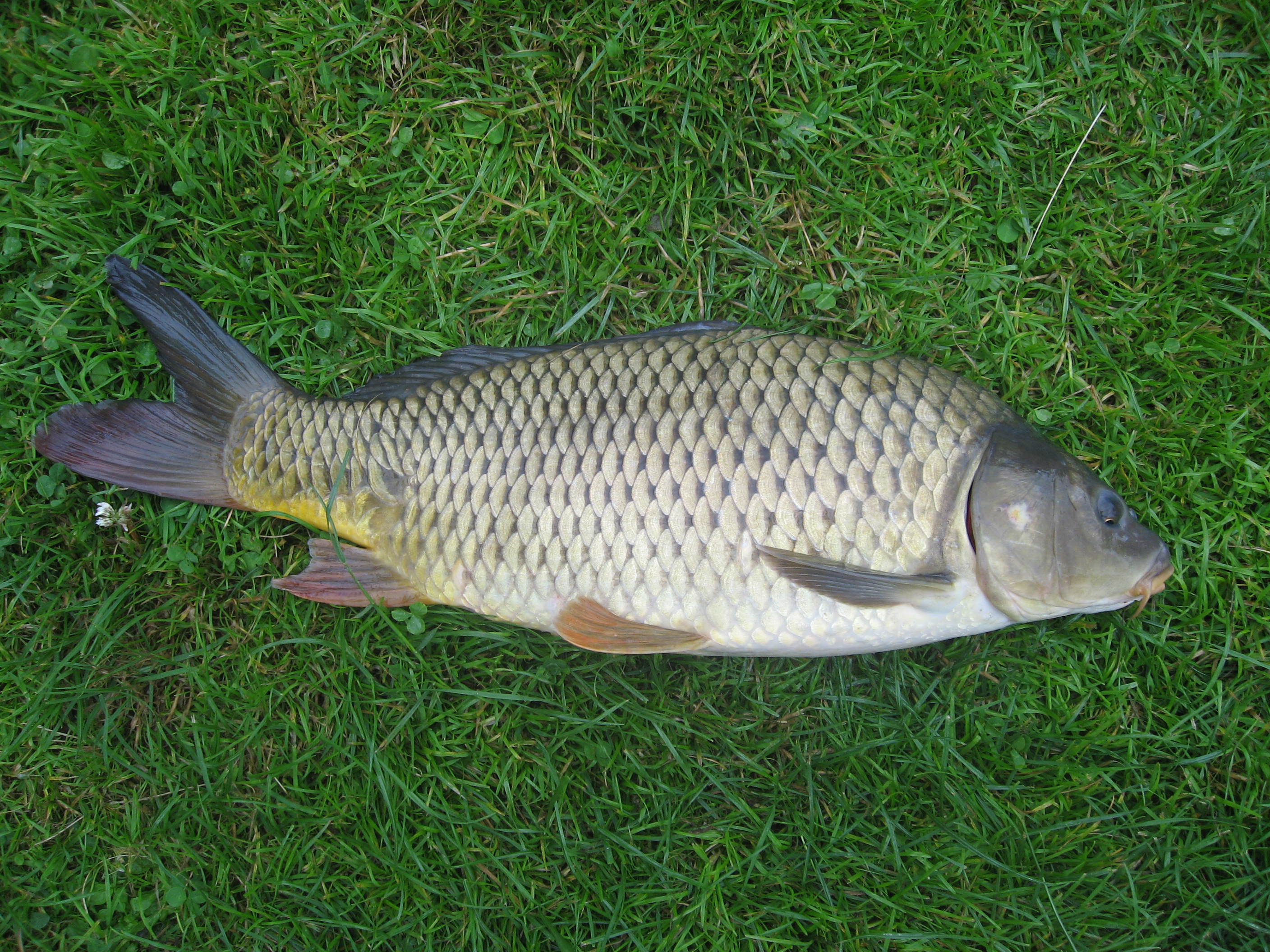
中国のコイ (Cyprinus carpio).

2008年、中国の漁業は世界の漁獲高の34％を上げている。中国の養殖業は捕獲による漁獲高の2倍以上となる世界の養殖量の62.3％を上げている。養殖量の急激な増加はコイの養殖などの中国人による研究に依存している。

### 生物工学・遺伝子工学
モニター・グループは2010年の報告書で、中国は10年以内に生命科学分野の発見や技術革新で世界をリードする存在になるだろうと予測した。知性の遺伝的要因に関する研究のような分野では中国は他国に引けをとらない。北京基因組研究所は世界最大のDNAシークエンシング施設を持つとされている。
幹細胞研究とその取扱は中国への医療観光を行うのと同様、実験的でしばしば実証がなされていない中国の治療を受けるため、研究の実験台となることを問題としない中国の文化において問題とみなされることはない。2012年、他の国へ未来の治療の売り込みを行うことが認可されたため、中国の遺伝子産業は発展の一途をたどっている。より一般的には、中国は再生医学や遺伝子治療のような分野を含む再生医療において世界をリードするようになることを目標としている。
中国は2011年に生物工学 (バイオテクノロジー) は科学技術研究費において優先されるべき分野であると述べた。生物工学は中国の環境保護、栄養、健康管理、医学と同様、経済発展に寄与するために利用されるだろう。中国政府は2011年から2015年にかけて生物工学分野で100万人の雇用が生み出されることを期待している。
2015年にはCRISPRを用いて世界初のヒト受精卵の遺伝子操作が中国で行われ、国際的な物議を醸した。同年10月に世界初のゲノム編集の人体応用となる臨床試験、2017年3月には世界初の正常なヒト受精卵へのゲノム編集も中国で行われた。中国では第13次5カ年計画でゲノム編集を政府が国家戦略と位置付けた2016年からゲノム編集の実施が相次いで2018年時点で中国では86人の遺伝子がCRISPR/Cas9によって改変されているとされ、同年11月には中国人科学者の賀建奎が世界初のデザイナーベビー「露露と娜娜(ルルとナナ)」をゲノム編集で誕生させたと発表して中国当局の調査で事実と認定され、中国政府には賀に資金援助したとする疑惑も持ち上がり、さらに賀は同様の遺伝子操作が脳機能と認知能力の強化をもたらしたとする動物実験に言及していたことから人間強化の一種である知能増幅を行った可能性も懸念され、日本医師会や日本医学会など日本や各国の学会もこの行為を非難し、同年12月に世界保健機関（WHO）はゲノム編集の国際基準作成を目指してゲノム編集の問題点を検証する専門委員会を設置することを発表するなど世界的な波紋を呼んだ。
2018年1月、中国科学院は体細胞核移植を用いた世界初の霊長類（カニクイザル）のクローン「中中と華華」を米科学誌セルで発表し、2019年1月には同研究チームは新薬開発などでの動物実験を目的に世界で初めてゲノム編集されたサルのクローンを発表した。

### 医薬品と医療技術

中国の科学者により、漢方薬にヒントを得て生まれたマラリアの治療薬アーテミシニン

メリルリンチは2011年に、中国は2013年に世界第二位の医薬品市場となり、2020年には世界最大の市場となるであろうと予想した。エフ・ホフマン・ラ・ロシュの主任研究員は2012年に、数年前は多くの中国の生命科学分野の科学者は中国を離れて海外で研究しなければならなかったが、現在では彼らの多くが実験室、投資、政府支援など、西洋よりも環境の良い母国へ帰国していると述べた。偽造医薬品は新薬開発に関する問題と同様数々の不祥事の原因となっており、政府はたびたび法規制とその執行を繰り返している。
プライスウォーターハウスクーパースは2011年の報告書で「10年前、中国は医療技術分野でほとんど業績を上げていなかったが、その能力は急速に増大してきた。中国は2020年までにヨーロッパよりもこの分野で重要視されることになるだろう」と述べた。

### 環境問題
急速な工業化は多くの環境問題や大気汚染を生み出した。これらの問題に対する回答の一つが世界最大規模の高速鉄道網や低燃費技術のような高度な技術の推進である。。中国は急速に廃水処理システムや発電所排出量削減システムの拡大を行なっている。中華人民共和国の水源危機により、中国は海水淡水化技術の向上に取り組んでおり、独自の施設を建設する計画を立てている。幾つかの都市は大規模な節水や再利用プログラムを導入している。

### 発電・送電
中国では急速に工業化に伴う消費電力の増大が進み、この観点から発電に関する研究発表は増加している。
石炭は近い将来最重要の発電燃料になると予測されており、中国は精炭技術において世界をリードしていると見られている。2009年、中国は再生可能エネルギー技術において世界最大の投資国となった。中国では、原子炉の製作や設計で完全な自立を待望し、原子力関連分野の急速な拡大が計画されており、国際企業による技術供与もまた推進されている。CPR1000やAP1000高度加圧水型原子炉は近い将来主流技術となる。さらに、ペブルベッド炉のような超高温原子炉は優先研究事項である。高速中性子炉はこの半世紀の主流技術とみなされている。
2012年に中国は3億個のスマートメーターを2016年までに導入し、送電分野で世界をリードするため、今後5年間にスマートグリッド技術へ1000億ドルを投入することを決定した。中国の超高電圧送電は送電のロスを減らすために導入されることになっている。

### 交通
交通網の整備は急速に進んでいる。中華人民共和国の高速道路は2011年にアメリカ合衆国の高速道路の全長を超えたと見積もられた。多くの中国の都市では地下鉄もしくは高速鉄道が開通もしくは建設が計画されている。

### 電車

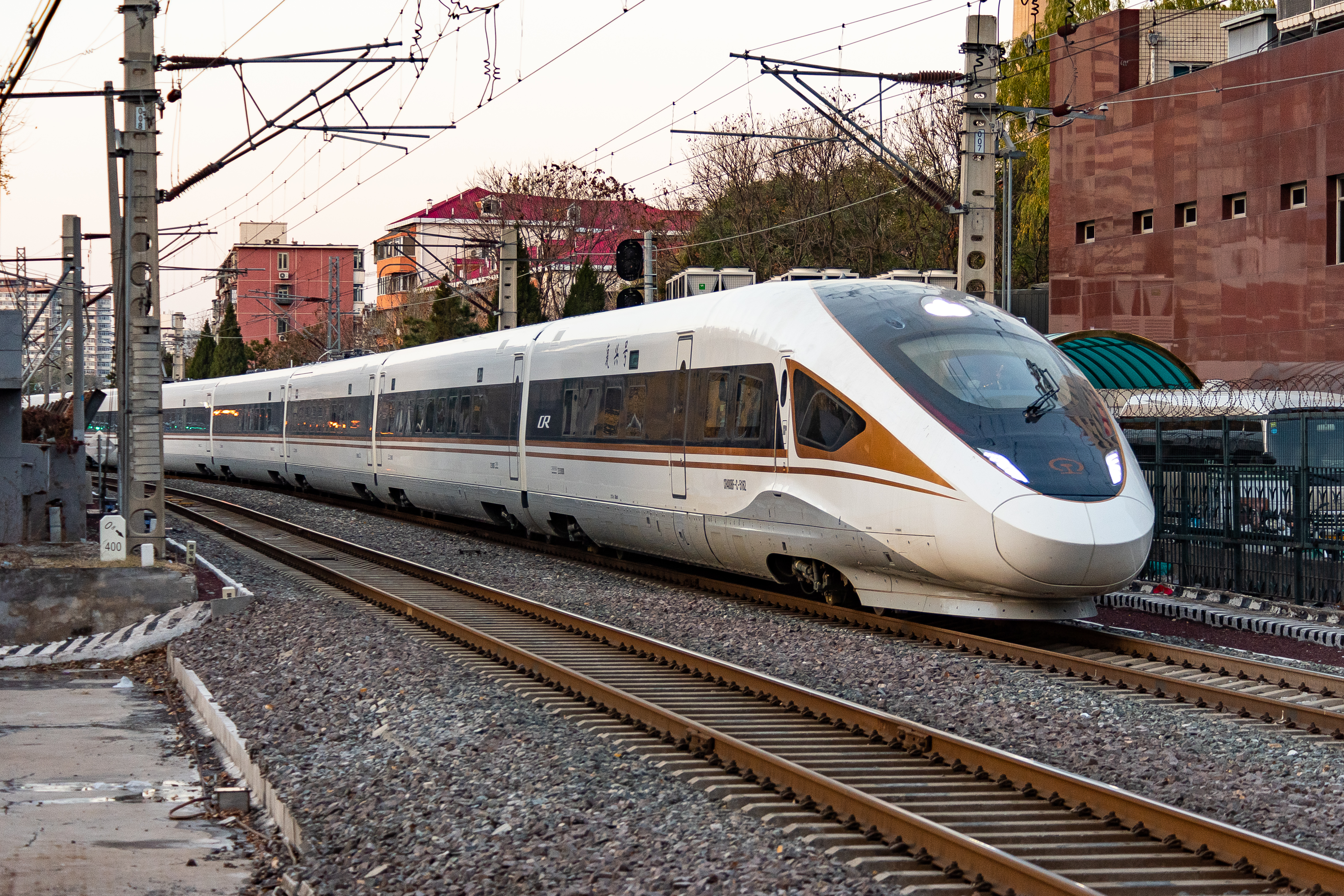
中国高速鉄道CR400BF-C型電車

BBCは中華人民共和国の高速鉄道を扱った2011年の記事の中で、2005年当時中国は高速鉄道を所有していなかったと記した。2010年、中国国内の高速鉄道の数はヨーロッパを超え、2012年に世界最多の車両数になると予測されている。中国は中国国内の高速鉄道事業へ参入を求める海外企業は技術供与を要求している。10,000人の中国人技術者と科学者は3年間で中国の高速鉄道の最高速度を上げることに成功した。現在、中国は他国へ自国で製造した高速鉄道を輸出している。高速鉄道網は疑問符がつく国家大規模プロジェクトとして批判されている。国家の誇りや技術力向上を目的として行われた事業であるが、汚職、工事品質の低さ、安全性の問題、乗車券の値段が高いためにもたらされた使用率の低さといった問題が噴出した。

### 自動車
中国の自動車産業はモータービークル生産量において世界最大である。しかし、中国国内の自動車会社は世界市場で苦戦を強いられており、電動輸送機器市場の増大はこの苦境を救う方法と考えられている。2010年、中国は海外の電動輸送機器企業に対し、中国市場で販売を行うためには中国の自動車メーカーと合弁事業を行い、技術開示を行わなければならないとする、物議を醸す法案を成立させた。世界銀行の2011年の報告書によると、中国は電動輸送機器分野で世界をリードしている。

### 民間航空機

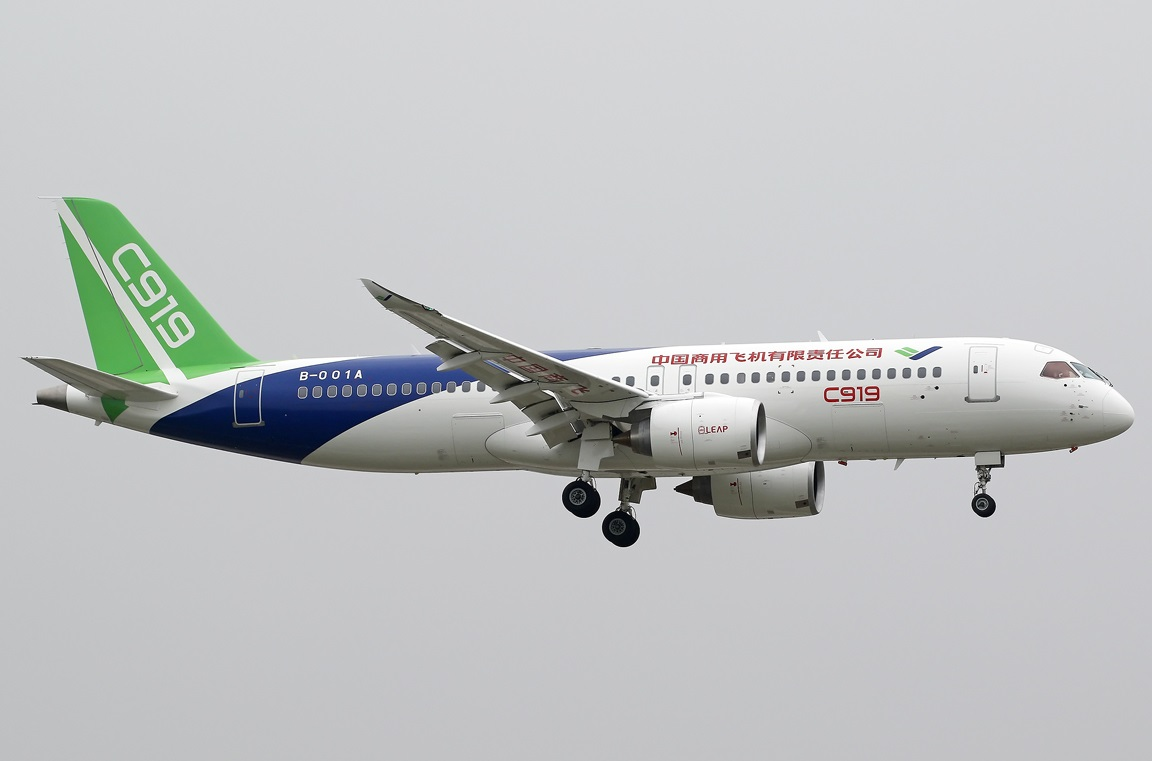
COMAC C919

中国政府は航空宇宙産業において海外企業に大規模旅客機の製造を頼る現状から脱却するため、COMACを開発している。将来的にはCOMAC C919は完全な中国産の航空機とすることを目指している。

### 造船
2009年から2010年にかけて、中国は世界最大の造船国となったが、韓国が2011年により高度な技術によりその座を奪回した。中国の造船技術は進化しており、競争力も年を経るごとに高まっている。

### 娯楽
中国のアニメーション産業と3DCGI技術のような最新技術への挑戦は中国政府により支援が行われており、最新の国家計画に組み入れられている。これは一説には、中国のソフト・パワー向上のためと言われている。同様の技術はハリウッドで使用されており、多くのポストプロダクションが中国に外部委託されている。大衆の支持よりも国家の支援を受けることを目的とした製作、政府による検閲、海外の視聴者に配慮しない中国の文化に基づいたストーリー構成といった要素により、独自のアニメーション製作やその成功には障害がある状況となっている。中国の企業とジョイントベンチャーを行うドリームワークス・アニメーションは上海にスタジオを開設しそのスタジオは本社よりも規模の大きいものとなっている。これは今後10年間で世界最大の映画・娯楽市場となることが予想されている中国で、海外映画に対する厳しい割り当て制限を回避するため行ったとも言われる。ウォルト・ディズニー・カンパニーもまた中国アニメーション産業へ参入するため中国企業と提携を行なっている。中国企業はデジタルドメインやフレームストアといった有名なスタジオを買収してVFXの技術を向上させている。
中国電影科学技術研究所 (簡体字中国語: 中国电影科学技术研究所) と中国電影集団公司が立ち上げられ、2012年にDMAX 活動写真の映画規格を関連技術とともに商業使用へと踏み切った。これはIMAXと競合する技術とされており、同時に中国の独自技術を用いた映写技術の基礎になるものとされている。

### 極地探査
国家海洋局極地考察弁公室 は極地に関する中国の科学プログラムを統括している。
中国の極地探査、特に南極大陸の探査は急速に進化しており、現在3つの南極探査基地とスヴァールバル諸島にある北極探査基地を保有している。

### 深海探査
中国は深海採鉱のような将来の応用を見据え、潜水艇の蛟竜号などによる深海探査開発も行なっている。

### 宇宙科学

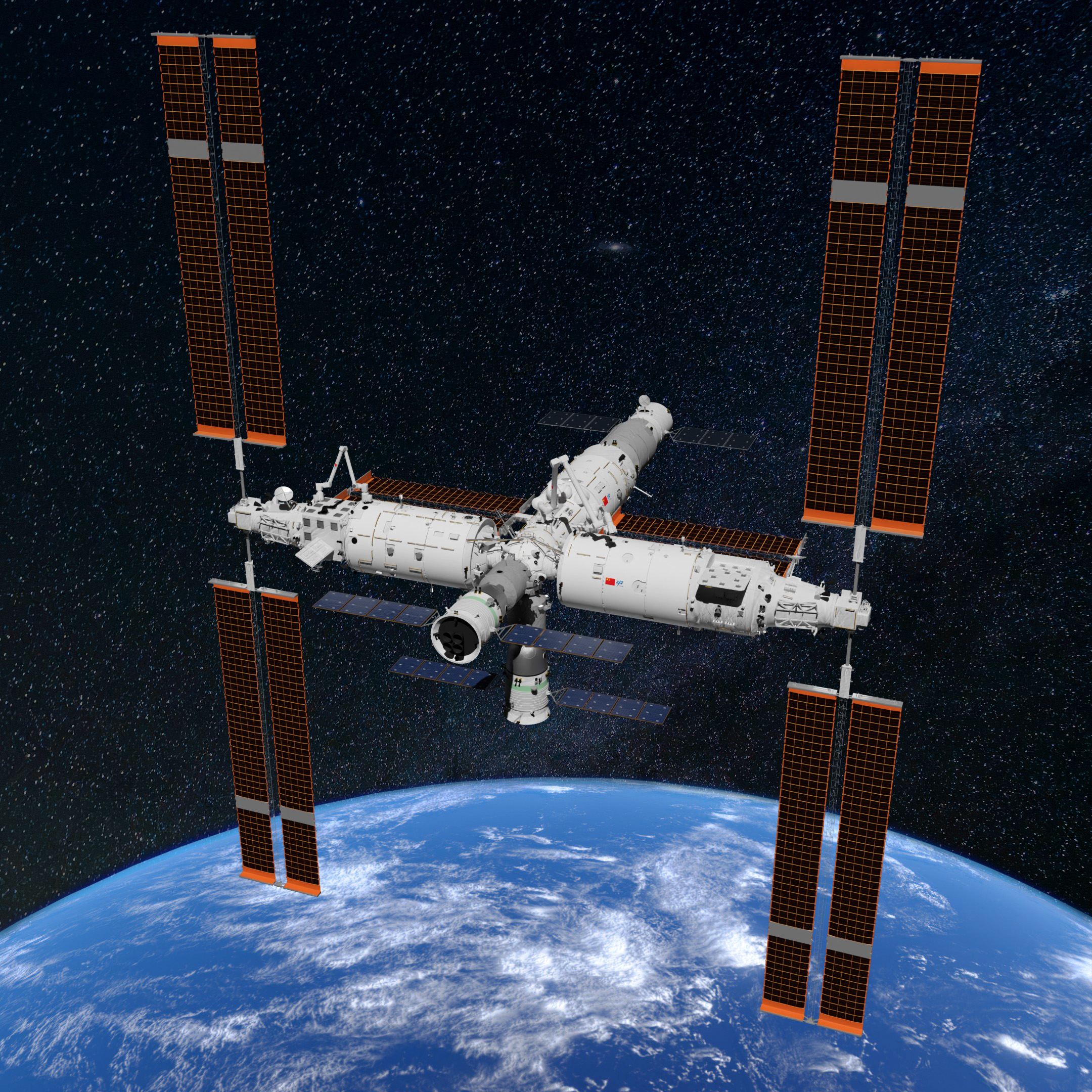
中国宇宙ステーション

中国の宇宙開発は国家の威信をかけた重大案件である。1970年、中国初の人工衛星と成る東方紅1号が打ち上げられた。2003年、中国は神舟5号による楊利偉の宇宙飛行をもって、有人宇宙飛行に自力で成功した世界で三番目の国となった。2008年、中国は神舟7号のミッションに宇宙遊泳を組み込んだ。2011年、宇宙ステーション建設の第一段階として天宮1号が打ち上げられ、2022年には大型の中国宇宙ステーションを完成させた。現在進行中の嫦娥計画には月面ローバーを搭載した嫦娥3号の打ち上げや2020年代に行われる予定の月面着陸計画などが含まれている。計画から得られた経験は火星探査や金星探査のような未来のプログラムに利用される。
中国は2012年、海外利用者向けに5つの商用人工衛星を打ち上げる予定であり、2015年までに商用人工衛星打ち上げ市場の15％と人工衛星輸出市場の10％のシェアを獲得することを目標としている。中国は2011年にロシアに次ぐ合計19基のロケットを打ち上げた。
2016年に完成予定の500メートル球面電波望遠鏡は世界最大の電波望遠鏡となる予定である。

### 軍事技術
中国の新軍事技術のひとつの例は対艦弾道ミサイルのDF-21Dであり、これはアメリカ合衆国の海軍戦略に対し即座かつ大きな変更をもたらした。中国は衛星攻撃兵器を開発中であり、2020年までに全地球測位システムとしての北斗衛星導航系統を完成させる計画を立てている。他にも、弾道弾迎撃ミサイル開発、第5世代ジェット戦闘機のJ-20、そしておそらく電磁パルス兵器が新技術として挙げられる。2011年の報告によると、中国の偵察衛星は幾つかの分野でアメリカ合衆国の偵察衛星とほぼ同等の能力を持っている。この能力は10年前にはまったく実装されていなかったものである。国防費の増大にもかかわらず、中国の軍用兵器輸入の割合は急速に減っている。これは一部には軍用兵器の独自開発能力向上を反映していると考えられる。中国は空母建造計画や071型揚陸艦などの開発と同様に、戦力投射能力開発も行なっている。
幾つかの非公式な試算によると、政府の研究開発費の15～28％が軍事研究に割かれているとされている。中華人民共和国国防部の装備はほぼすべて国家が保有しているが、軍用装備の生産は限られた競争のもと民間組織でも行われており、国防特許精度は革新的な企業や個人に大きな裁量を認めるよう改良されている。組織構成では民間人をまったく入れない一方で民間企業との共同運営は増加しており、国が支援する民間研究は時にデュアルユースな研究となる。中国のジェットエンジンは問題領域を抱えており、中国がまだ海外企業からの輸入に大きく依存しているとの懸念を引き起こしている。ひとつの仮説として、ソビエト連邦方式の研究や生産ラインの断片を多くの孤立したユニットに残したままになっており、これらのユニットが全体の標準化、統合、質の制御といった点で問題を引き起こしていることが考えられる。問題部分に関する虚偽報告などの多くの問題よりもたらされる無駄な作業や努力、非生産的な競争がこれらの問題により引き起こされる。高精度ジェットエンジンは蓄積された質の問題に特に敏感である。